# Анами, Корэтика
Корэтика Анами (яп. 阿南 惟幾 Анами Корэтика, 21 февраля 1887 — 15 августа 1945) — генерал Императорской армии Японии. Министр армии в 1945 году.

## Биография
Родился 21 февраля 1887 года в городе Такэта, префектура Оита. С детства отличался огромным честолюбием и упрямством. В 1906 году окончил военную академию Императорской армии в Токио (куда поступил лишь с четвёртого раза), позже там же окончил Высшую военную академию. С 1926 года — помощник императора.
С августа 1933 года по август 1934 года Анами служил полковым командиром 2-го гвардейского полка Императорской гвардии. В 1934 году он стал суперинтендантом Токийской военной приготовительной школы. Позже, с 1937 года по 1938 год, занимал должность начальника Военно-административного бюро в Министерстве армии. Командовал 109-й пехотной дивизией в Китае с 1938 по 1939 год. В армии Анами был известен как мастер верховой езды и фехтования на мечах. С июля 1939 года по июль 1941 года занимал пост заместителя министра армии в кабинете премьер-министра Фумимаро Коноэ (при этом подчинялся Анами непосредственно Хидэки Тодзио).
Являлся одним из лидеров «военной группировки», благодаря которой премьер министром стал Тодзио. С октября 1941 года — инспектор ВВС Японии. В ноябре он был назначен командующим 11-й армией (3-я, 6-я, 13-я, 34-я, 39-я, 40-я дивизии) и Северным фронтом в Китае. В январе 1942 года сковал 12 китайских армий и нанёс противнику значительный урон. В ходе Чжэцзян-Цзянсийской операции, начавшейся 4 июня 1942 года, Анами взял Фучжоу, 12 июня — Цзяньчан, а 16 июня — Гуйци. С 27 октября 1943 года возглавлял 2-й фронт в Маньчжурии, одновременно штаб фронта был переброшен в регион островов к северу от Австралии, и Анами были подчинены силы в районе Индонезии и Новой Гвинеи.
Анами являлся сторонником поддержания нейтралитета с СССР, выступал против эскалации напряженности на советско-маньчжурской границе. Ярый монархист, считался «самым великолепным образцом идеала самурая». 7 апреля 1945 года он стал министром армии в кабинете Кантаро Судзуки. Принял предложение министра флота Мицумасы Ёная об обращении к СССР за посредничеством в заключении мира, но категорически отверг положения Потсдамской конференции, содержащие требования о безоговорочной капитуляции Японии, заявив, что армия будет сражаться до последнего.
Хотя Анами и был сторонником продолжения войны любыми средствами и лидером «партии войны», он, как убежденный монархист, после заявления императора Хирохито 11 августа 1945 года, начал подготовку к завершению войны. По тем же причинам Анами отверг предложение группы военных участвовать в заговоре, который подразумевал государственный переворот и назначение нового правительства, которое продолжит войну.
14 августа Анами подписал положения о капитуляции вместе с остальными министрами. На следующий день, утром 15 августа 1945 года, после объявления императором по радио рескрипта о безоговорочной капитуляции, Корэтика Анами совершил самурайское самоубийство — сэппуку. Так как самоубийство на голой земле символически означало признание вины за поражение Японии, а в жилом помещении — напротив, полное отрицание своей вины, Анами нашёл компромисс: совершил сэппуку в коридоре, обратившись лицом к резиденции императора. Несмотря на сильные мучения, отказался от помощи ассистента (см. Сэппуку).
В предсмертной записке Анами написал:

Твердо веря, что наша святая земля никогда не умрет, я смиренно прошу прощения у императора за свою огромную вину

Личные вещи Анами, его меч, окровавленная одежда и свиток с его предсмертной запиской и стихами экспонируются в военном музее Юсюкан в Токио.

## Отображение в искусстве
В фильме Александра Сокурова «Солнце» роль Анами сыграл Мусака Наомаса.
В фильме Масато Харада «Император в августе» роль Анами сыграл Якусё Кодзи.